# Doryfera
Doryfera – rodzaj ptaków z podrodziny kolibrzyków (Polytminae) w rodzinie kolibrowatych (Trochilidae).

## Zasięg występowania
Rodzaj obejmuje gatunki występujące w Ameryce Centralnej i Południowej.

## Morfologia
Długość ciała 9,6–13 cm; masa ciała samców 4,2–6,4 g, samic 3,9–6 g.

## Systematyka

### Etymologia
- Doryfera (Dorifera, Doryphora): gr. δορυ doru, δορατος doratos „włócznia”; φερω pherō „nosić” (por. śr. łac. doriferus „włócznik”, od gr. δορυ doru „włócznia”; -fera „noszenie”, od ferre „nosić”)[8].
- Hemistephania: gr. ἡμι- hēmi- „pół-, mały”, od ἡμισυς hēmisus „połowa”; στεφανιον stephanion „mała korona”, zdrobnienie od στεφανος stephanos „korona”[9]. Gatunek typowy: Trochilus ludoviciae Bourcier & Mulsant, 1847.

### Podział systematyczny
Do rodzaju należą następujące gatunki:
- Doryfera ludovicae (Bourcier & Mulsant, 1847) – włócznik zielonoczelny
- Doryfera johannae (Bourcier, 1847) – włócznik modroczelny